# سپاه وایت لنترن
سپاه فانوس سفید (به انگلیسی: White Lantern Corps) یک سازمان خیالی در سری کمیک‌های منتشر شده توسط دی‌سی کامیکس، کمیک مربوط به طیف عاطفی هستند.

## تاریخچه
اولین عضو سپاه فانوس سفید هنگامی پدید آمد که سینسترو از سیاره کوروگار با نیروی زندگی پیوند خورد (تجسمی از زندگی خودش) با این حال زندگی سینسترو توسط نکرون (یک فانوس سیاه) نابود شد و سپس هال جردن با فلش همراه شد تا از قدرتشان برای نجات سوپرمن، سوپربوی، زن شگفت‌انگیز، دختر شگفت انگیز، یخ، مرد حیوانی، بچه فلش و پیکان سبز استفاده کنند، کسانی که توسط نکرون به فانوس سیاه تبدیل شده بودند. پس از آن جردن از قدرت زندگی استفاده کرد تا نفوذ نکرون را به موجودات زنده در سطح کهکشان از بین ببرد. در این کار سیاه دست که خود نیز یک فانوس سیاه محسوب می‌شد، با هال جوردن همکاری کرد.
سیاه دست از گور برگشته دوازده حلقه سفید را برای نابودی جسم نکرون درخواست کرد و مارشن من‌هانتر، آکوامن، مرد مرده، مرد شاهینی، دختر شاهینی، جید، توفان آتشین، کاپیتان بومرنگ، ازیریس و فلش معکوس را دوباره زنده کرد.
پس از شکست نکرون تمام آن ابرقهرمانانی که به فانوس سفید تبدیل شده بودند از استفاده حلقه‌ها عزل شدند. مدتی بعد نیروی زندگی به مرد مرده گفت که او دارد می‌میرد و باید برای خودش جانشینی پیدا کند تا راه او را ادامه بدهد. مرد مرده با خودش فکر کرد هال جوردن بهترین کاندید برای این کار است و گفت تا هال را به مرد مرده تبدیل کنند. اما به جای تبدیل هال به مرد مرده حلقه فانوس سفید مرد مرده و کبوتر را نزد آکوامن و مرا برد. آکوامن توضیح داد که فانوس های سفید به او چه چیزی گفته‌اند: پیدا کردن آکوالاد. ددمن پرسید که چرا باید فانوس‌های سفید او را به سوی آکوامن ببرند در حالی که باید به دنبال جانشین خود باشد و حلقه به او پاسخ داد که برای پیدا کردن زندگی جدید باید به دیگران کمک کند تا وظایف خود را به اتمام برسانند.